# Sven Väth

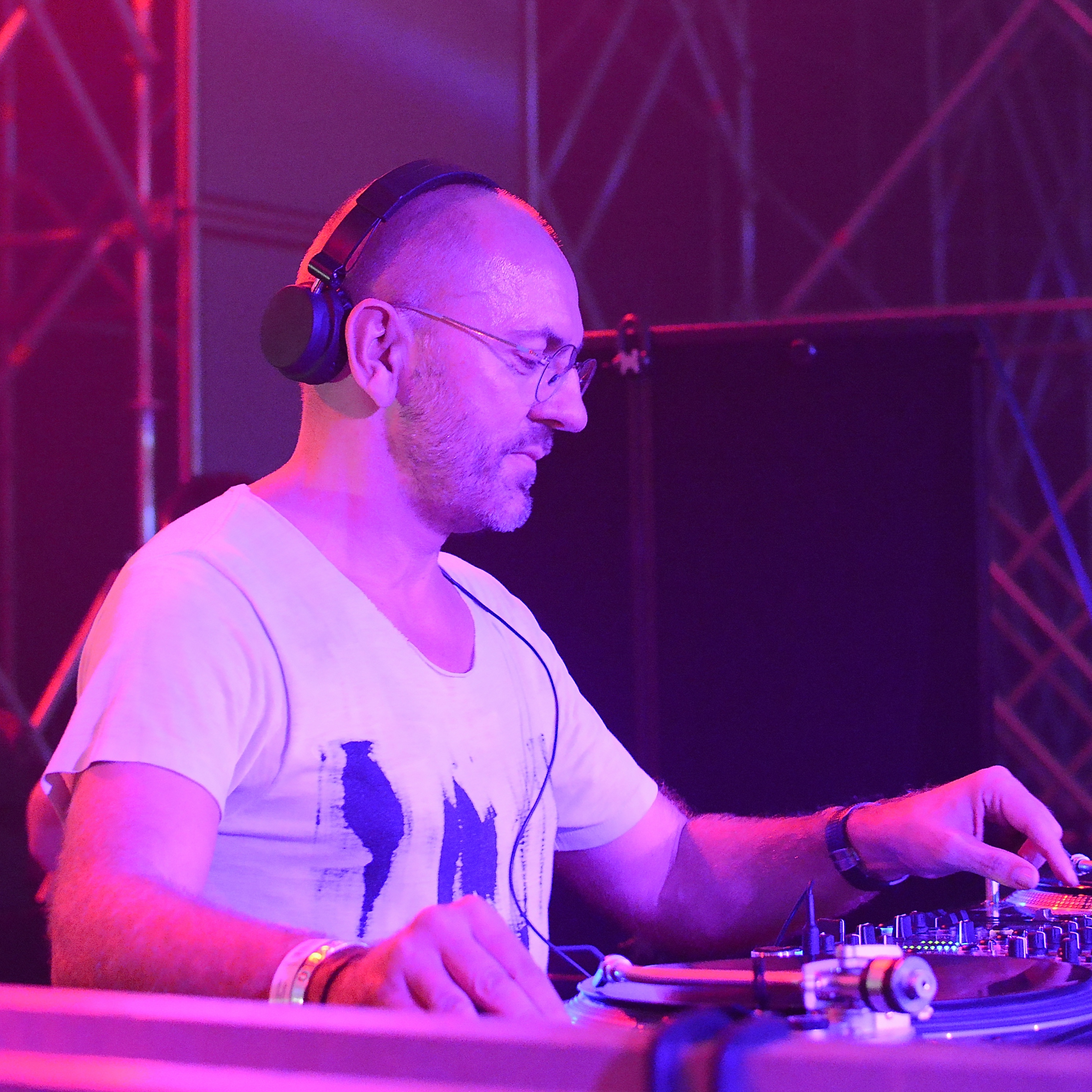
Sven Väth auf der Mayday 2014

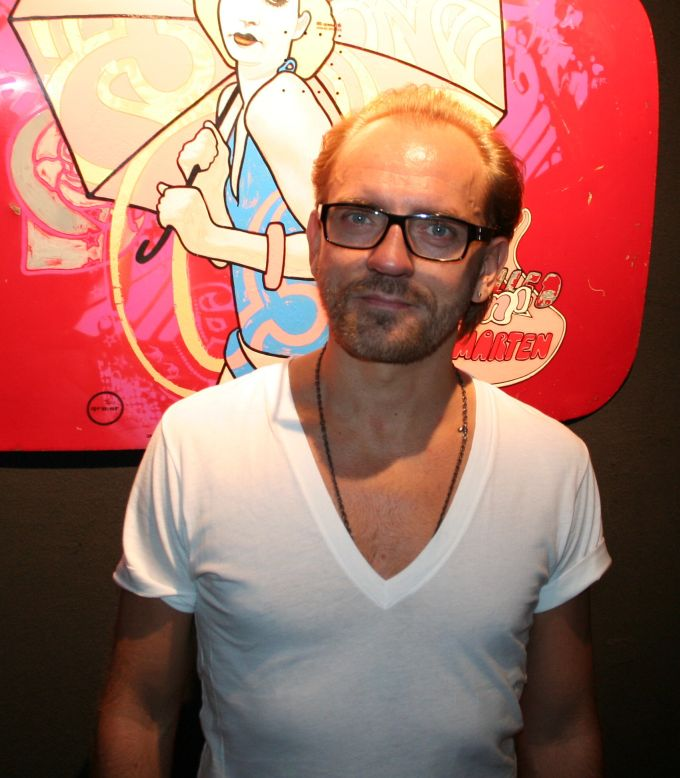
Sven Väth (2009)

Sven Väth (* 26. Oktober 1964 in Offenbach am Main) ist ein deutscher DJ, Musiker und Labelbetreiber.
Er gilt als populärer Vertreter des Techno-Genres. Väth wurde in den Leserumfragen der Zeitschrift Groove wiederholt zum besten deutschen DJ gewählt. 2015 wurde er mit der Goetheplakette der Stadt Frankfurt am Main ausgezeichnet.
Seine Karriere begann Mitte der 1980er Jahre mit dem Projekt OFF gemeinsam mit Michael Münzing und Luca Anzilotti und der Single Electrica Salsa. In den 1990er Jahren gründete er Labels wie Eye Q Records und  Harthouse, im Jahr 2000 das Label Cocoon Recordings. Als DJ der Clubs Omen und Cocoon prägte er jahrzehntelang das Nachtleben von Frankfurt am Main. Von 1999 bis 2019 veranstaltete Väth in den Sommermonaten Cocoon-Partys auf Ibiza.

## Leben
Sven Väth wurde 1964 als zweiter von drei Brüdern in Offenbach am Main geboren und wuchs in Obertshausen auf. Sein jüngerer Bruder Mike Väth (* 1967) ist ebenfalls als Musiker, DJ und Labelbetreiber aktiv.
Seine Anfänge als Diskjockey fand Sven Väth im elterlichen Tanzlokal Queens Pub in Neu-Isenburg, wo er nach abgebrochener Schlosserlehre selbst auflegte. 1982 wurde Väth DJ in der Diskothek Dorian Gray im Frankfurter Flughafen und fiel in der damaligen In-Diskothek mit extravaganten Verkleidungen und spontanen Tanzeinlagen während des Sets auf. Im Jahr 1983 begann er im Vogue – einer damals sehr gut besuchten Diskothek in der Junghofstraße in der Frankfurter Innenstadt – aufzulegen und wurde dort 1984 Resident-DJ. Stilistisch bewegte sich Väth in dieser Zeit zwischen Disco, Soul und Funk.
1985 gründete er mit Michael Münzing und Luca Anzilotti (Snap!) das Projekt OFF. Die zweite Single Electrica Salsa erreichte in ganz Europa hohe Chartplatzierungen. Nach einer Tournee ging Väth 1987 wieder zurück ins Dorian Gray und löste Resident-DJ Ulli Brenner ab. Dort legte er von nun an den damals so genannten Belgischen Underground Techno auf, später als Electronic Body Music (EBM) bekannt, und versuchte sich kurzzeitig selbst als Produzent dieser Musik (OFF: Be My Dream auf dem Album Organisation For Fun). 1988 beendete Väth seine Arbeit im Dorian Gray und ging für ein paar Monate nach Ibiza. Nach seiner Rückkehr nach Frankfurt am Main kaufte er dort zusammen mit Michael Münzing und Matthias Martinsohn das Vogue – Räumlichkeiten im Erdgeschoss eines Parkhauses ohne richtige Klimaanlage in der Junghofstraße in Nähe der Hauptwache. Sie bauten es um und eröffneten es als Omen. Das Omen schloss zehn Jahre später am 18. Oktober 1998.
Im Sommer 1990 erreichte die erste Techno-Welle Deutschland. DJ Väth stieg von Acid auf Techno um und propagierte den neuen Sound in seinem „Wohnzimmer“, dem Omen.
Zusammen mit Matthias Hoffmann und Heinz Roth gründete er 1992 das Label Eye Q Records und kurze Zeit später auch Harthouse und Recycle or Die. Als DJ tourte Väth durch die ganze Welt. 1993–1994 stellte sich mit An Accident in Paradise und L’Esperanza auch kommerzieller Erfolg seiner Musik ein, die ihm allerdings zum Großteil von anderen Produzenten wie Stevie B-Zet oder Ralf Hildenbeutel auf den Leib geschneidert wurde.
1997 gründete Väth nach dem vorangegangenen Konkurs seines Labelkonglomerats Eye Q Records/Harthouse die Partyreihe Cocoon. Zunächst gab es nur drei Veranstaltungen in Frankfurt am Main, in München und in Kopenhagen. Ab 1999 fanden die Partys unter dem Namen Cocoon Clubbing statt, zunächst nur im Frankfurter U60311, später u. a. auch im Stammheim in Kassel, Tribehouse in Neuss, Prag in Stuttgart und schließlich auch im Amnesia auf Ibiza. In den Folgejahren wurde die Partyreihe um das Musiklabel Cocoon Recordings und eine Bookingagentur erweitert, bevor Väth am 18. Juli 2004 mit dem Cocoon Club eine neue, aufwendig gestaltete Partylocation im Frankfurter Stadtteil Fechenheim eröffnete, die beim Interieur, bei der Soundanlage und auch gastronomisch neue Akzente setzen sollte. Der Club wurde in den im darauffolgenden Dezember durchgeführten Leserumfragen der Zeitschrift Groove und der Raveline zum besten Technoclub gekürt. Ende November 2012 wurde der Club geschlossen, nachdem er zuvor Insolvenz anmelden musste.
Zwischen 1990 und 2003 gehörte Väth zum Resident-Team der hr3 Clubnight.
Am 6. April 2022 legte Väth während einer Open-Air-Feier vor ca. 3.000 Besuchern als Hauptact bei der Eröffnung des Momem – Museum of Modern Electronic Music auf, das direkt unterhalb des Gebäudes der Hauptwache in Frankfurt am Main seine Pforten öffnete. Die erste Sonderausstellung im Momem, einem Museum über die Kultur der Techno-Musik, widmet sich dem Lebenswerk von Väth. Kurator der Retrospektive ist der Künstler Tobias Rehberger.
Ab 2002 war er mit der österreichischen Handschuhmacherin Nina Peter liiert, die er 2008 heiratete. Väth brachte eine 1989/90 geborene Tochter mit in die Ehe. Das Paar bekam 2010/11 einen Sohn und ließ sich 2013 scheiden. Seit 2015 ist er mit der italienischen Modedesignerin Silvia Astore liiert. Sie wurden 2025 Eltern eines Sohnes.

## Diskografie (Auswahl)
- 1986 – OFF (OFF = Organisation for Fun) zusammen mit Michael Münzing und Luca Anzilotti. Die Single Electrica Salsa erreicht in ganz Europa hohe Chartplatzierungen. Unter 16 BIT erscheinen außerdem die Singles Where are you und Changing Minds.
- 1987 – OFF-Album Organisation for Fun und die Singles Step by Step, Bad News, Everybody shake und Harry… aber jetzt.
- 1988 – Zweites OFF-Album Ask yourself und die Singles Move your Body, Time Operator und Ask yourself.
- 1989 – Zwei OFF-Singles: Hip Hop Reggae und La casa latina. OFF löst sich auf und Sven Väth gründet zusammen mit Matthias Hoffman (A.C. Boutsen) und Steffen Britzke (Stevie B-Zet) das Projekt Mosaic. Sven Väth legt sich das Pseudonym Sam Vision zu.
- 1990 – Zusammen mit dem Sänger Zion (alias Germ) veröffentlicht das Mosaic-Trio die Single Dance Now (unter dem Namen Zyon).
- 1991 – Väth wirkte an der Single Odyssee of Noises: „Circe / It’s the traxx“ mit.
- 1992 – Sven Väth legt das Pseudonym Sam Vision wieder ab. Eye Q Records wird gegründet (mit den Ablegern Harthouse und Recycle Or Die). Weiter ist er beteiligt an der Single Spectrum, die unter dem Namen Metal Master erscheint wieder mit Matthias Hoffmann. Zusammen mit Ralf Hildenbeutel erscheinen außerdem unter dem Pseudonym Barbarella das Album The Art of Dance und zwei Singleauskopplungen: My Name is Barbarella und The secret Chamber of Dreams.
- 1992 – Das erste Solo-Album Accident in Paradise erscheint. Single-Auskopplungen Ritual of Life, L’esperanza und An Accident in Paradise (Titeltrack des Albums).
- 1994 – Zweites Solo-Album: The Harlequin, the Robot and the Ballet Dancer. Single-Auskopplung Harlequin - the Beauty and the Beast. Unter dem Projekt The Essence of Nature wird eine Single veröffentlicht.
- 1995 – Single-Auskopplung Ballet-Fusion. Remix-Album Touch Themes of Harlequin, Robot, Ballet Dancer. Väth wirkt beim Projekt Astral Pilot mit. Ein Album (Electro Accupuncture) und eine Single (Needle Drama) erscheinen.
- 1996 – Der kalte Finger (Soundtrack-Album mit Stevie B-Zet). Zweite Astral Pilot-Single: Electro Acupuncture RMX
- 1997 – Single Fusion / Scorpio’s Movement
- 1998 – Album Fusion und Singles Face it, Omen A.M., Schubdüse, Sounds control your Mind, Breakthrough, Augenblick, Discophon
- 1999 – Single Dein Schweiß
- 1999 – Remix-Album Six in the Mix
- 2000 – Album Contact
- 2000 – Retrospective 1990-97
- 2002 – Album Fire
- 2003 – Remix-Album FireWorks
- 2005 – Single Väth & Rother – komm
- 2006 – Single Väth & Rother – springlove
- 2008 – Single Väth & Flügel – Trashbindance
- 2022 – Album Catharsis

### Mix-Kompilationen

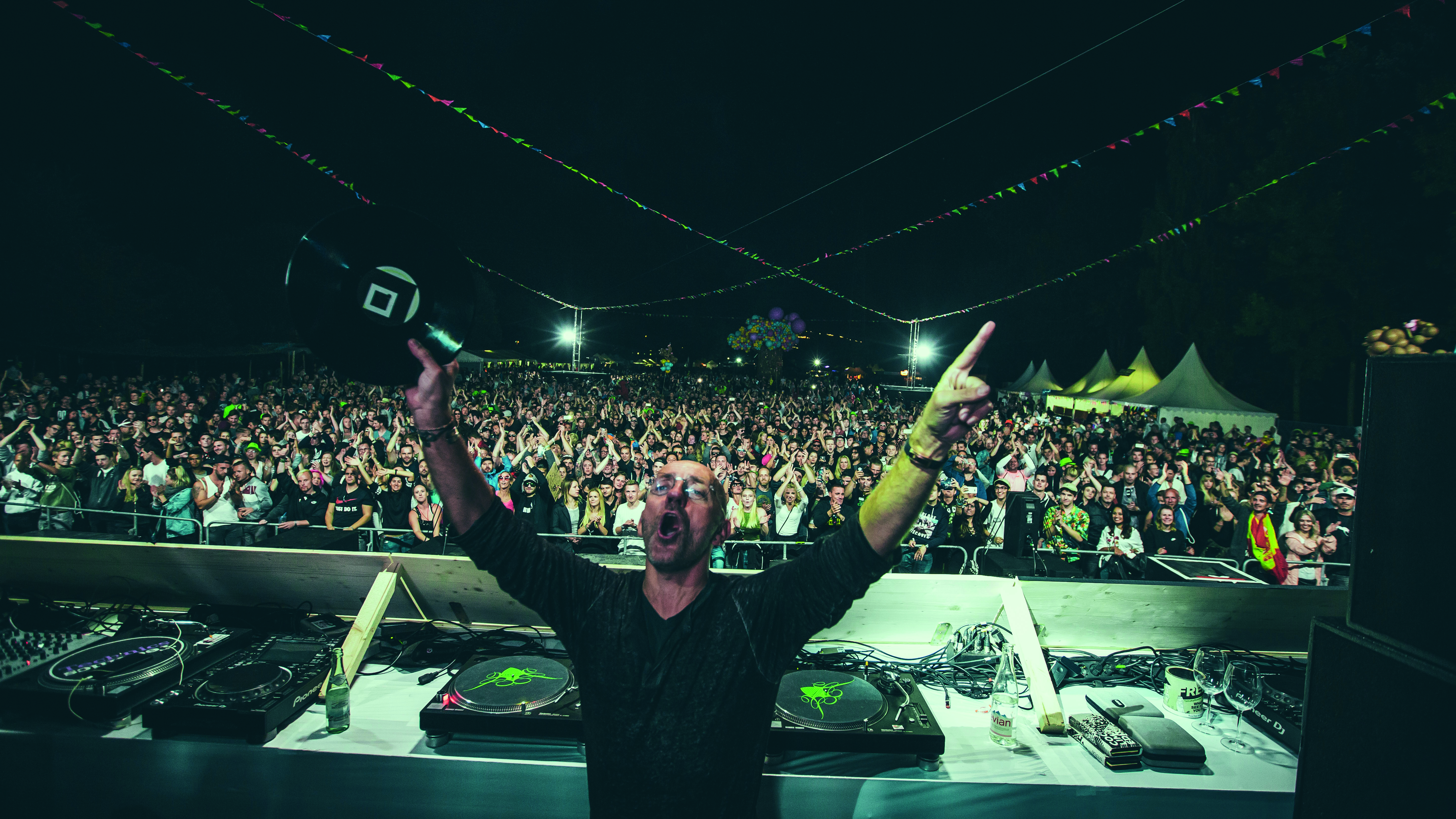
Sven Väth auf der Tanzinsel 2017

- 2000 – The Sound of the First Season
- 2001 – The Sound of the Second Season
- 2002 – The Sound of the Third Season
- 2003 – The Sound of the Fourth Season
- 2004 – The Sound of the Fifth Season
- 2005 – The Sound of the Sixth Season
- 2006 – The Sound of the Seventh Season
- 2007 – The Sound of the Eighth Season
- 2008 – The Sound of the Ninth Season
- 2009 – The Sound of the Tenth Season
- 2010 – The Sound of the Eleventh Season
- 2011 – The Sound of the Twelfth Season
- 2012 – The Sound of the Thirteenth Season
- 2013 – The Sound of the Fourteenth Season
- 2014 – The Sound of the Fifteenth Season
- 2015 – The Sound of the Sixteenth Season
- 2016 – The Sound of the Seventeenth Season
- 2017 – The Sound of the Eighteenth Season
- 2018 – The Sound of the Nineteenth Season
- 2019 – The Sound of the 20th Season

## Auszeichnungen (Auswahl)
| Jahr | Publikation      | Rang | Preis                                      | Ort               | Link           |
| ---- | ---------------- | ---- | ------------------------------------------ | ----------------- | -------------- |
| 2024 |                  |      | Bambi in der Kategorie Kultur              | München           |                |
| 2018 | DJ Awards        | –    | Gewinner Outstanding Achievement           | Ibiza             |                |
| 2015 | –                | –    | Goetheplakette der Stadt Frankfurt am Main | Frankfurt am Main | hessenschau.de |
| 2012 | Resident Advisor | 01   | Top DJs of 2012                            | London            |                |
| 2010 | Groove           | 01   | Bester DJ                                  | Berlin            |                |
| 2010 | Resident Advisor | 12   | Top DJs of 2010                            | London            | Website        |
| 2009 | DJ Awards        | –    | Gewinner Kategorie Techno                  | Ibiza             |                |
| 2009 | DJ Awards        | –    | Gewinner Kategorie Ibiza Set (mit Luciano) | Ibiza             |                |
| 2009 | Groove           | 01   | Bester DJ                                  | Berlin            |                |
| 2009 | Resident Advisor | 07   | Top DJs of 2009                            | London            | Website        |
| 2008 | Groove           | 01   | Bester DJ                                  | Berlin            |                |
| 2008 | Resident Advisor | 06   | Top DJs of 2008                            | London            | Website        |
| 2007 | Groove           | 02   | Bester DJ National                         | Berlin            | Website        |
| 2006 | DJ Mag           | 44   | Top 100 of 2006                            | U.K.              | Website        |
| 2005 | DJ Mag           | 23   | Top 100 of 2005                            | U.K.              | Website        |
| 2004 | Groove           | 01   | Bester DJ National                         | Berlin            |                |
| 2004 | DJ Mag           | 34   | Top 100 of 2004                            | U.K.              | Website        |
| 2003 | DJ Awards        | –    | Gewinner Kategorie Techno                  | Ibiza             |                |
| 2003 | Groove           | 01   | Bester DJ National                         | Berlin            |                |
| 2003 | DJ Mag           | 41   | Top 100 of 2003                            | U.K.              | Website        |
| 2002 | Groove           | 01   | Bester DJ National                         | Berlin            |                |
| 2002 | DJ Mag           | 55   | Top 100 of 2002                            | U.K.              | Website        |
| 2002 | Groove           | 03   | Bester Produzent                           | Berlin            |                |
| 2001 | Groove           | 01   | Bester DJ National                         | Berlin            |                |
| 2001 | DJ Mag           | 53   | Top 100 of 2001                            | U.K.              | Website        |
| 2000 | DJ Awards        | –    | Gewinner Kategorie Techno                  | Ibiza             |                |
| 2000 | Groove           | 01   | Bester DJ National                         | Berlin            |                |
| 2000 | Groove           | 01   | Bestes Album                               | Berlin            |                |

## Rezeption
Wissenschaftler der Gesellschaft für Popularmusikforschung haben in einer Untersuchung zum „besten DJ aller Zeiten“ die Jahrespolls des FAZEMags und der Vorgängerin Raveline, der De:Bug, der Groove und von Resident Advisor in ihre Datenbasis einbezogen und für den Zeitraum von 1991 bis 2017 untersucht. Die Studie nennt Sven Väth als besten DJ vor Ricardo Villalobos und DJ Koze.

## Referenzliteratur
- Interview mit Sven Väth und Mario Lohninger. In: Die Zeit, Nr. 49/2009
- Eine innere Stimme warnte mich. In: Die Zeit, Nr. 52/2010
- Leonhard Hieronymi: TRANCE: Amok, Drogen und der Sound of Frankfurt. Korbinian Verlag, Berlin 2022, ISBN 978-3-9824602-0-8.